# Puellae Orantes
Dziewczęcy Chór Katedralny PUELLAE ORANTES istnieje od 1985 roku, nieprzerwanie prowadząc działalność edukacyjną i koncertową. Założycielem i dyrygentem chóru jest ks. Władysław Pachota. Kierownikiem artystycznym jest Aleksandra Topor - sopranistka, odpowiadająca jednocześnie za kształcenie wokalne. Chór obejmuje edukacją dziewczęta w wieku od 10 do 22 lat.

## Ogólne informacje[1]
Chór jest laureatem 28 konkursów chóralnych. Otrzymał tytuł najlepszego chóru Międzynarodowego Konkursu w Prowansji (Francja) oraz Międzynarodowego Konkursu w Rimini (Włochy), gdzie oprócz Grand Prix został nagrodzony medalem Prezydenta Włoch. Ponadto pretendował do Grand Prix konkursów: w Arezzo (Włochy), Warnie (Bułgaria), Florencji (Włochy), Tajpej (Tajwan), gdzie oprócz zdobytych medali otrzymał nagrodę specjalną za najlepiej wykonany utwór tajwański.
Chór wydał 12 płyt CD, z których trzy były nominowane do nagrody FRYDERYK, a jedna z nich otrzymała statuetkę FRYDERYKA. Ponadto wydawnictwa fonograficzne chóru zostały wyróżnione Złotymi i Platynowymi Płytami CD oraz DVD. Tarnowski chór jest pomysłodawcą i producentem nowatorskich, unikatowych projektów artystycznych z udziałem wybitnych artystów, m.in. wraz z Orkiestrą Solistów Wiedeńskich nagrał płytę "Szlakiem Straussa", zawierającą najbardziej znane walce i polki dynastii Straussów w wersji wokalno-instrumentalnej. W 2015 r. wykonał koncerty z laureatem nagrody Grammy - zespołem "The King’s Singers", w 2016 roku wystąpił z najsłynniejszym kwintetem blaszanym "Canadian Brass", a w 2019 r. zrealizował koncert Vivat Polonia pod batutą światowej sławy japońskiego dyrygenta Chikara Imamury. Współpraca ta zaowocowała projektem koncertowym zrealizowanym w Tokio, w kooperacji z Maestro Imamurą i japońską orkiestrą „Filharmonia Tama”.
Chór dokonał nagrań dla Telewizji Polskiej i Polskiego Radia, telewizji francuskiej France 2 i France 3, Radia Watykańskiego, holenderskich i francuskich rozgłośni radiowych.

## Nagrania
Ukazały się płyty kompaktowe:
- Musica sacra (1995)
- W dzień Bożego Narodzenia (1998)
- Jubilate Deo (2000)
- Christus natus est nobis (2003)
- Magnificate et glorificate Dominum (2006) – nominacja do nagrody Fryderyk 2006 w kategorii muzyka wokalna[2]
- Klasycy Wiedeńscy (2009) – nominacja do nagrody Fryderyk 2010 w kategorii muzyki chóralnej i oratoryjnej[3]
- Kolędy i pastorałki (Łukaszewski & Bembinow) (CD/DVD, 2011) – album jeszcze przed swoją oficjalną premierą uzyskał status złotej płyty DVD[4], a w 2013 – platynowej płyty DVD[5] i złotej płyty CD[6]. Zdobył także główna nagrodę Polskiej Akademii Fonograficznej Fryderyk 2012 – album roku, w kategorii muzyka chóralna i oratoryjna[7].
- Ave Maria (2012) – złota płyta CD[8]
- Szlakiem Straussa z Orkiestrą Solistów Wiedeńskich (2014) – złota płyta CD[9]
- Christmas Time (2017) – platynowa płyta CD[10]
- Missa pro Patria z orkiestrą Sinfonia Galicya pod dyrekcją Alexandra Humali (2019) – złota płyta CD[11]
- Music of The World z harfistką Elżbietą Baklarz, Łukaszem Farcinkiewiczem (kompozytorem i jednocześnie pianistą) a także kwintetem blaszanym Cracow Brass Quintet (2022)

## Osiągnięcia
Chór uczestniczył w przeglądach, konkursach oraz festiwalach w kraju i za granicą, zdobywając liczne nagrody i wyróżnienia:
- IV Europejski Konkurs Chórów Katedralnych – Amiens (Francja) 2000 – I nagroda
- 50 Europejski Festiwal Młodych Muzyków – Neerpelt (Belgia) 2000 – I nagroda
- 52 Konkurs Polifoniczny Guido d'Arezzo (Włochy) 2004 – I nagroda
- 41 Międzynarodowy Konkurs Chórów – Gorizia (Włochy) 2009 – wyróżnienie za śpiew w 2 kategoriach głosem równym
- 33 Międzynarodowy Konkurs Chóralny im. Georgi Dimitrova w Warnie (Bułgaria) 2011 – zwycięstwo w kategorii chórów młodzieżowych, pretendowanie do nagrody Grand Prix
- Musique en Morvan – festiwal oratoryjny w Burgundii
- Festival des Choeurs Laureats in Vaison la Romaine – Festiwal Chórów Laureatów w Prowansji
- Festiwal Muzyki Sakralnej w Awinionie
- VII Międzynarodowy Konkurs Chórów w Rimini (Włochy) 2013 – Grand Prix
- Międzynarodowy Konkurs Chóralny „Canco Mediterrania” (Hiszpania) 2016 – zwycięstwo w trzech kategoriach: muzyka sakralna, folklor, pop
- Międzynarodowy Konkurs Leonardo da Vinci we Florencji 2017 – zwycięstwo w kategorii chórów młodzieżowych i uniwersyteckich, pretendowanie do nagrody Grand Prix
- Taipei International Choral Competition (Tajwan) 2019 – złoto w kategorii chórów młodzieżowych i uniwersyteckich oraz kategorii muzyki etnicznej, a także srebro w kategorii muzyki sakralnej, ponadto chór otrzymał nagrodę specjalną za najlepiej wykonany utwór tajwański przez chór pochodzący spoza kraju, pretendowanie do nagrody Grand Prix
- International Choir Competition in Provance (Francja) 2024 – Grand Prix, jak i pierwsze miejsca w kategoriach: muzyki sakralnej oraz muzyki inspirowanej folklorem, a także drugie miejsce w kategorii chórów młodzieżowych
- Singapore International Choral Festival (Singapur) 2025 – Złote Dyplomy w kategoriach: muzyki sakralnej, głosów równych poniżej 25 roku życia oraz muzyki folkowej, jak i tytuły Mistrzów w kategoriach muzyki sakralnej i głosów równych